# AZCA

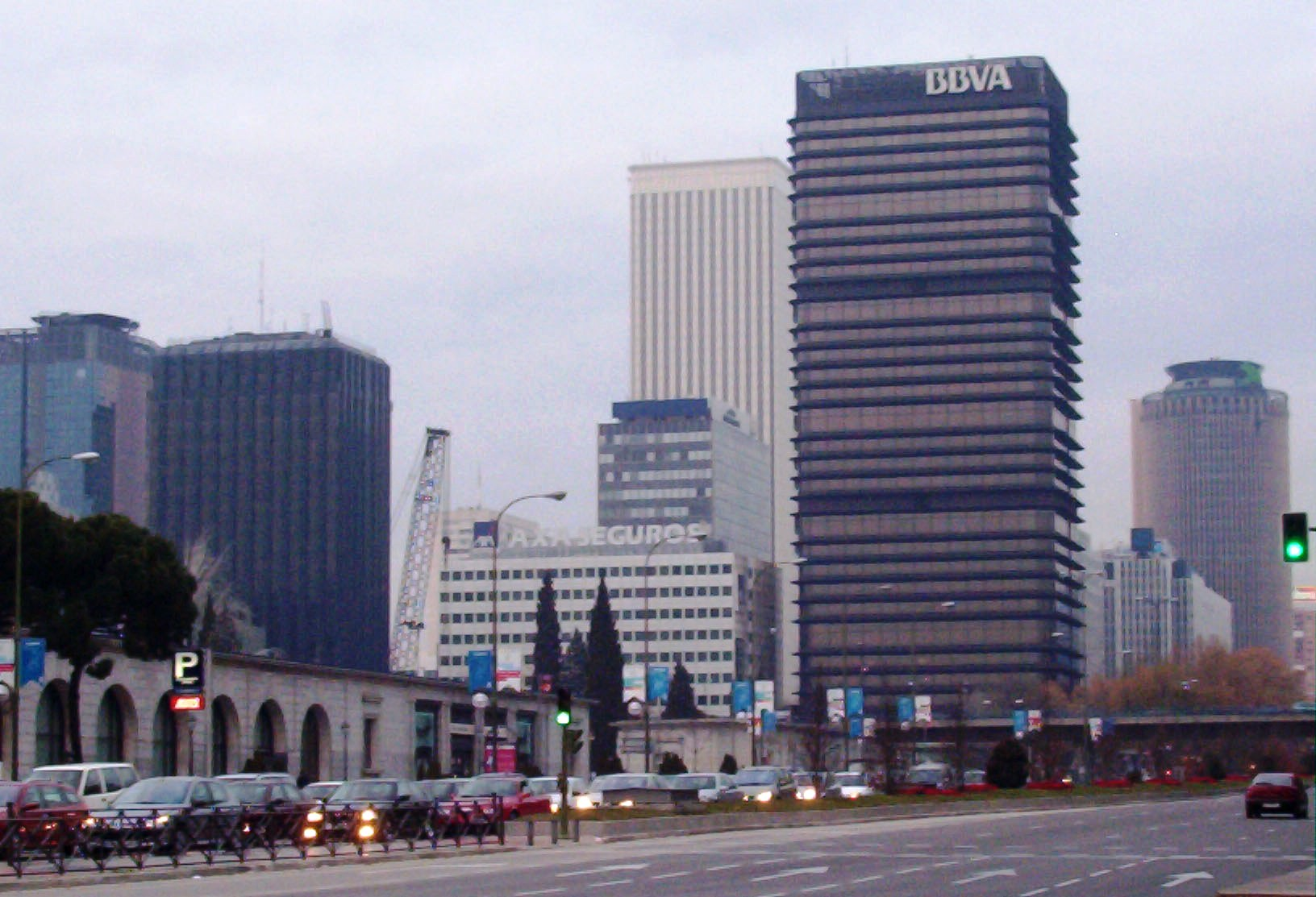
Vista dell’AZCA dal Paseo de la Castellana

AZCA (acronimo di Asociación Mixta de Compensación de la Manzana A de la Zona Comercial de la Avenida del Generalísimo) è un distretto finanziario di Madrid.
Fa parte del distretto di Tetuan, a nord del centro di Madrid, compreso fra le strade Raimundo Fernández Villaverde, Orense, General Perón e il Paseo de la Castellana; ospita uno dei centri commerciali e terziari più importanti di Madrid.

## Storia
La sua concezione originale (e il suo nome) risale al Plan General de Ordenación Urbana de Madrid (chiamato Plan Bidagor), approvato nel 1946. Il proposito del piano era costruire un immenso isolato di uffici con una totale separazione tra il traffico viario, che sarebbe sotterraneo, e la circolazione pedonale, in superficie, con una gran stazione della metropolitana Nuevos Ministerios. Nel piano erano previste anche attrezzature culturali, come un palazzo dell'opera, una biblioteca e un giardino botanico, ma nessuno di questi fu mai costruito. 
Quando fu progettato, il complesso de AZCA si trovava nella periferia di Madrid.
La Comisión de Planeamiento y Coordinación del Área Metropolitana de Madrid (COPLACO), dopo il concorso internazionale, approvò nel 1966 il Piano Parziale dell'AZCA. Nel 1975 si approvò la parcellazione per potere cominciare l'edificazione.

## Edifici presenti
Attualmente, si trovano all'AZCA alcuni degli edifici più alti, moderni ed emblematici della città, come la Torre Windsor (distrutta da un incendio il 13 febbraio del 2005), dello studio Alas Casariego Arquitectos, la Torre del Banco de Bilbao, di Sáenz de Oiza (sede ufficiosa del BBVA, quella ufficiale è a Bilbao), la Torre Europa, di Oriol, la Torre Picasso, di Yamasaki, la Torre Alfredo Mahou che ospita la Mutua Madrileña.